# Shamir-féle titokmegosztás
A Shamir-féle titokmegosztás egy kriptográfiai algoritmus. Ennél a fajta titokmegosztásnál a titok részekre van osztva, úgy, hogy minden titokbirtokosnak különböző rész van a birtokában, és ahol az eredeti titok helyreállításhoz néhány vagy az összes titokrész szükséges.
Bármilyen titok helyreállítása során nem praktikus, ha az összes résztvevő szükséges a helyreállításhoz, ezért a tűréshatár megoldást alkalmazzuk, ahol {\displaystyle k} rész elég a titok helyreállításhoz.

## Matematikai definíció
A cél a {\displaystyle D} adat olyan megosztása (például széf kódja) {\displaystyle n\,\!} darab részre {\displaystyle D_{1},\ldots ,D_{n}\,\!} a következő módon:

1. {\displaystyle k\,\!} vagy több {\displaystyle D_{i}\,\!} rész ismerete esetén {\displaystyle D\,\!} könnyen kiszámolható.
2. {\displaystyle k-1\,\!} vagy kevesebb {\displaystyle D_{i}\,\!} rész ismerete esetén {\displaystyle D\,\!} nem meghatározható. (abban az értelemben, hogy minden lehetséges értéket felvehet).

Ez a séma a {\displaystyle \left(k,n\right)\,\!} tűrés séma.
Ha {\displaystyle k=n\,\!} akkor minden birtokos szükséges a titok helyreállításához.

## A Shamir-féle titokmegosztási séma
Adi Shamirtól származik az alapötlet, hogy definiálható 2 ponttal egy vonal, 3-mal egy parabola és 4 ponttal egy négyzetes görbe, ...
Ez az ami lehetővé teszi, hogy {\displaystyle k\,\!} pont definiáljon egy {\displaystyle k-1\,\!} fokú polinomot.
A {\displaystyle \left(k,n\right)\,\!} tűrés sémát szeretnénk az {\displaystyle S\,\!} titok megosztásához használni az általánosság megszorítása nélkül az {\displaystyle F} véges mezőn.
Kiválasztva {\displaystyle k-1\,\!} tetszőleges együtthatót {\displaystyle a_{1},\cdots ,a_{k-1}\,\!} in {\displaystyle F}, és legyen {\displaystyle a_{0}=S\,\!}. Állítsuk elő a az {\displaystyle f\left(x\right)=a_{0}+a_{1}x+a_{2}x^{2}+a_{3}x^{3}+\cdots +a_{k-1}x^{k-1}\,\!} polinomot. Határozzuk meg bármelyik {\displaystyle n\,\!} pontját, ahol a bemenet {\displaystyle i=1,\cdots ,n\,\!} to retrieve {\displaystyle \left(i,f\left(i\right)\right)\,\!}. Minden titokbirtokos kap egy pontot (egy bemenő értéket és az arra a polinommal kiszámolt értéket).
Bármilyen részhalmaza ezen {\displaystyle k\,\!} pároknak, meghatározza az együtthatóit a görbeillesztésnek és titok az {\displaystyle a_{0}\,\!} konstans rész.

## Használat

### Példa
Az alábbi példa illusztrálja az alapötletet. Megjegyzendő, hogy a számítások integer számítások a véges mező aritmetika helyett. Ezért a példa lenn nem ad tökéletes biztonságot és nem a teljes valós példája a Shamir-féle sémának.

#### Szétosztás
Legyen a titkunk 1234 {\displaystyle (S=1234)\,\!}.
Fel szeretnénk bontani 6 részre {\displaystyle (n=6)\,\!}, ahol 3 rész {\displaystyle (k=3)\,\!} elég a titok helyre állításhoz.

(Az {\displaystyle (n=6)\,\!} meghatározza, hogy 6 pontot kell kiszámolnunk és szétosztanunk, míg a {\displaystyle (k=3)\,\!} meghatározza, hogy az egyenlet {\displaystyle (k-1=2)\,\!} fokú lesz, és hogy {\displaystyle (k-1=2)\,\!} tetszőlegesen választott számra van szükségünk.)

A példában véletlennek a következő 2 számot válasszuk: 166, 94.
{\displaystyle (a_{1}=166;a_{2}=94)\,\!}
A polinomunk ami a titokrészeket létrehozza (a pontokat) a következő:
{\displaystyle f\left(x\right)=1234+166x+94x^{2}\,\!}
A létrehozott 6 pont a következő:
{\displaystyle \left(1,1494\right);\left(2,1942\right);\left(3,2578\right);\left(4,3402\right);\left(5,4414\right);\left(6,5614\right)\,\!}
Minden birtokos kap egy pontot (az {\displaystyle x\,\!} és {\displaystyle f\left(x\right)\,\!} értékeket is).

#### Összeállítás
Az összeállításhoz 3 pont már elég.
Legyenek ezek a pontok {\displaystyle \left(x_{0},y_{0}\right)=\left(2,1942\right);\left(x_{1},y_{1}\right)=\left(4,3402\right);\left(x_{2},y_{2}\right)=\left(5,4414\right)\,\!}.
Határozzuk meg a Lagrange polinomokat:
A Lagrange polinomok meghatározása a következő:
{\displaystyle \ell _{j}(x):=\prod _{{\begin{array}{c}0\leq f\leq k\\f\neq j\end{array}},}\left({\frac {x-x_{f}}{x_{j}-x_{f}}}\right)={\frac {(x-x_{0})}{(x_{j}-x_{0})}}\cdots {\frac {(x-x_{j-1})}{(x_{j}-x_{j-1})}}{\frac {(x-x_{j+1})}{(x_{j}-x_{j+1})}}\cdots {\frac {(x-x_{k})}{(x_{j}-x_{k})}}.}
azaz produktumot kell számítani (össze kell szorozni) a {\displaystyle {\frac {(x-x_{f})}{(x_{j}-x_{f})}}} tagokat egymással, ahol azt a tagot, ahol {\displaystyle f=j} ki kell hagyni mert az osztás egyébként is értelmetlen lenne.
Behelyettesítve a fentibe {\displaystyle j=0,1,2} estekben a következőt kapjuk:
{\displaystyle \ell _{0}={\frac {x-x_{1}}{x_{0}-x_{1}}}\cdot {\frac {x-x_{2}}{x_{0}-x_{2}}}={\frac {x-4}{2-4}}\cdot {\frac {x-5}{2-5}}={\frac {1}{6}}x^{2}-1{\frac {1}{2}}x+3{\frac {1}{3}}\,\!}
{\displaystyle \ell _{1}={\frac {x-x_{0}}{x_{1}-x_{0}}}\cdot {\frac {x-x_{2}}{x_{1}-x_{2}}}={\frac {x-2}{4-2}}\cdot {\frac {x-5}{4-5}}=-{\frac {1}{2}}x^{2}+3{\frac {1}{2}}x-5\,\!}
{\displaystyle \ell _{2}={\frac {x-x_{0}}{x_{2}-x_{0}}}\cdot {\frac {x-x_{1}}{x_{2}-x_{1}}}={\frac {x-2}{5-2}}\cdot {\frac {x-4}{5-4}}={\frac {1}{3}}x^{2}-2x+2{\frac {2}{3}}\,\!}
Mivel az interpolációs polinom a következő,
{\displaystyle f(x)=\sum _{j=0}^{2}y_{j}\cdot \ell _{j}(x)\,\!}
{\displaystyle =1942\cdot \left({\frac {1}{6}}x^{2}-1{\frac {1}{2}}x+3{\frac {1}{3}}\right)+3402\cdot \left(-{\frac {1}{2}}x^{2}+3{\frac {1}{2}}x-5\right)+4414\cdot \left({\frac {1}{3}}x^{2}-2x+2{\frac {2}{3}}\right)\,\!}
{\displaystyle =1234+166x+94x^{2}\,\!}
Látható, hogy a titok a szabad együttható , azaz R{\displaystyle S=1234\,\!}, és a visszaállítás megtörtént.

## Tulajdonságok
Néhány hasznos tulajdonsága a Shamir-féle {\displaystyle \left(k,n\right)\,\!} tűréshatár sémának:
1. Biztonságos
2. Kicsi: A mérete az egyes részeknek nem nagyobb a titoknál.
3. Bővíthető: Ha {\displaystyle k\,\!} fix marad, akkor {\displaystyle D_{i}\,\!} részek dinamikusan adhatók és levehetők, anélkül, hogy a többi részt érintené.
4. Dinamikus: A titok változtatása nélkül növelhető a biztonság, a növelve a polinom fokát, és új részeket adva a birtokosoknak.
5. Igazítható: Azon szervezetekben ahol a hierarchia fontos, lehetőség van egyes emberek számára különböző mennyiségű részek átadására a betöltött fontosságnak megfelelően Például lehetséges, hogy az elnök egyedül ki tudja nyitni a széfet, de 3 titkár kell ugyanerre a feladatra.

## Lásd még
- titokmegosztás
- Lagrange polinom